# Valentina Greco
Valentina Greco, pseudonimo di Rosa Gibertini (Mignanego, 7 maggio 1954), è una cantante italiana.

## Biografia
Nel 1973 partecipa al concorso canoro Due Voci per Sanremo, dove risulta tra i vincitori ottenendo così un contratto discografico con la Cipiti, prodotta da Aldo Buonocore e Claudio Celli, ed il diritto di partecipare al Festival di Sanremo 1974 dove interpreta il brano Notte dell'estate, conquistando uno dei 4 posti disponibili fra i "Giovani" per la serata finale.
Nello stesso anno partecipa con Vai amore vai alla Mostra Internazionale di Musica Leggera di Venezia, ed al Festival di Pesaro, che vince. Sempre nel 1974 pubblica l'album Per gioco o per amore, contenente canzoni scritte da Luciano Beretta e Claudio Celli per il testo e da Albino Mammoliti e Aldo Buonocore per la musica.
Nel 1975 Valentina ritorna al Festival di Sanremo con Un grande addio, che si classifica al quarto posto ex aequo. Nello stesso anno rappresenta l'Italia al Festival di Tokyo.
Continua l'attività negli anni successivi, per poi ritirarsi alla fine del decennio.
Nel 2013 interpreta il brano Io e la musica, inserito nell'album Il mio mondo solidale, un tributo ad Umberto Bindi.

## Discografia parziale

### Album
- 1975: Per gioco o per amore (Cipiti, LP OK 0017)

### Singoli
- 1973: Il sole...il vento... la mia gioventù/Donna di una sola volta (Cipiti, CPT 1010)
- 1974: Notte dell'estate/Cos'è l'amore mio (Cipiti, CPT 1026)
- 1974: Vai amore vai/Gira l'amore (Cipiti, CPT 1032)
- 1975: Un grande addio/Quando non c'è amore (Cipiti, CPT 1035)